# La Ferté-sur-Chiers
Pour les articles homonymes, voir La Ferté (homonymie).
La Ferté-sur-Chiers est une commune française, située dans le département des Ardennes en région Grand Est.

## Géographie
La Ferté se trouve au pied du mont Saint-Walfroy. Le village a été construit sur une île formée par la Chiers. Malgré des travaux récents, le site demeure inondable. Le toponyme La Ferté (latin : firmitas) est assez fréquent en France et désigne un endroit fortifié.

### Communes limitrophes
| Villy                   |                     | Margut  |
| Malandry                | La Ferté-sur-Chiers |         |
| Olizy-sur-Chiers(Meuse) | Lamouilly(Meuse)    | Bièvres |

### Hydrographie
La commune est dans le bassin versant de la Meuse au sein du bassin Rhin-Meuse. Elle est drainée par la Chiers et le ruisseau la Marche,.
La Chiers, d'une longueur de 127 km, prend sa source dans la commune de Mont-Saint-Martin et se jette  dans la Meuse à Remilly-Aillicourt, après avoir traversé 46 communes. Elle traverse la commune, s'écoulant du sud au nord sur une longueur d'environ 3,6 km.

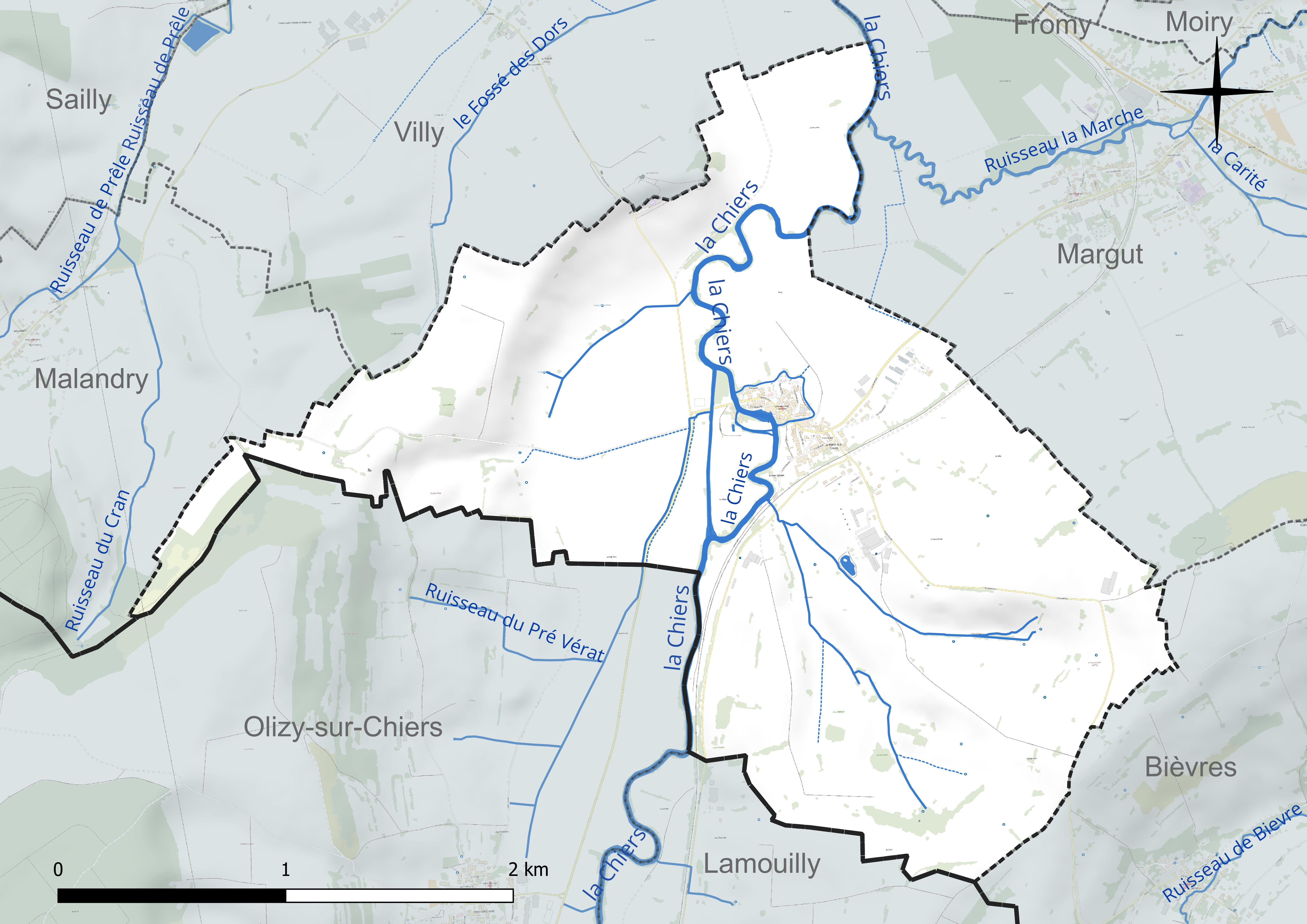
Réseau hydrographique de la Ferté-sur-Chiers.

Le ruisseau la Marche, d'une longueur de 16 en France km, prend sa source dans la commune de Williers et se jette  dans la Chiers à Margut, après avoir traversé sept communes.

### Climat
Pour des articles plus généraux, voir Climat du Grand Est et Climat des Ardennes.
En 2010, le climat de la commune est de type climat de montagne, selon une étude du Centre national de la recherche scientifique s'appuyant sur une série de données couvrant la période 1971-2000. En 2020, Météo-France publie une typologie des climats de la France métropolitaine dans laquelle la commune est exposée à un climat océanique altéré et est dans la région climatique Lorraine, plateau de Langres, Morvan, caractérisée par un hiver rude (1,5 °C), des vents modérés et des brouillards fréquents en automne et hiver.
Pour la période 1971-2000, la température annuelle moyenne est de 9,8 °C, avec une amplitude thermique annuelle de 16,2 °C. Le cumul annuel moyen de précipitations est de 931 mm, avec 13,8 jours de précipitations en janvier et 9,6 jours en juillet. Pour la période 1991-2020, la température moyenne annuelle observée sur la station météorologique de Météo-France la plus proche, « Linay », sur la commune de Linay à 5 km à vol d'oiseau, est de 10,4 °C et le cumul annuel moyen de précipitations est de 969,0 mm. 
La température maximale relevée sur cette station est de 42 °C, atteinte le 25 juillet 2019 ; la température minimale est de −24 °C, atteinte le 9 janvier 1985,,.
Les paramètres climatiques de la commune ont été estimés pour le milieu du siècle (2041-2070) selon différents scénarios d'émission de gaz à effet de serre à partir des nouvelles projections climatiques de référence DRIAS-2020. Ils sont consultables sur un site dédié publié par Météo-France en novembre 2022.

## Urbanisme

### Typologie
Au 1er janvier 2024, La Ferté-sur-Chiers est catégorisée commune rurale à habitat dispersé, selon la nouvelle grille communale de densité à 7 niveaux définie par l'Insee en 2022.
Elle est située hors unité urbaine et hors attraction des villes,.

### Occupation des sols
L'occupation des sols de la commune, telle qu'elle ressort de la base de données européenne d’occupation biophysique des sols Corine Land Cover (CLC), est marquée par l'importance des territoires agricoles (94,2 % en 2018), en diminution par rapport à 1990 (96 %). La répartition détaillée en 2018 est la suivante : 
prairies (55,2 %), terres arables (38,9 %), zones urbanisées (5,8 %), zones agricoles hétérogènes (0,1 %). L'évolution de l’occupation des sols de la commune et de ses infrastructures peut être observée sur les différentes représentations cartographiques du territoire : la carte de Cassini (XVIIIe siècle), la carte d'état-major (1820-1866) et les cartes ou photos aériennes de l'IGN pour la période actuelle (1950 à aujourd'hui).

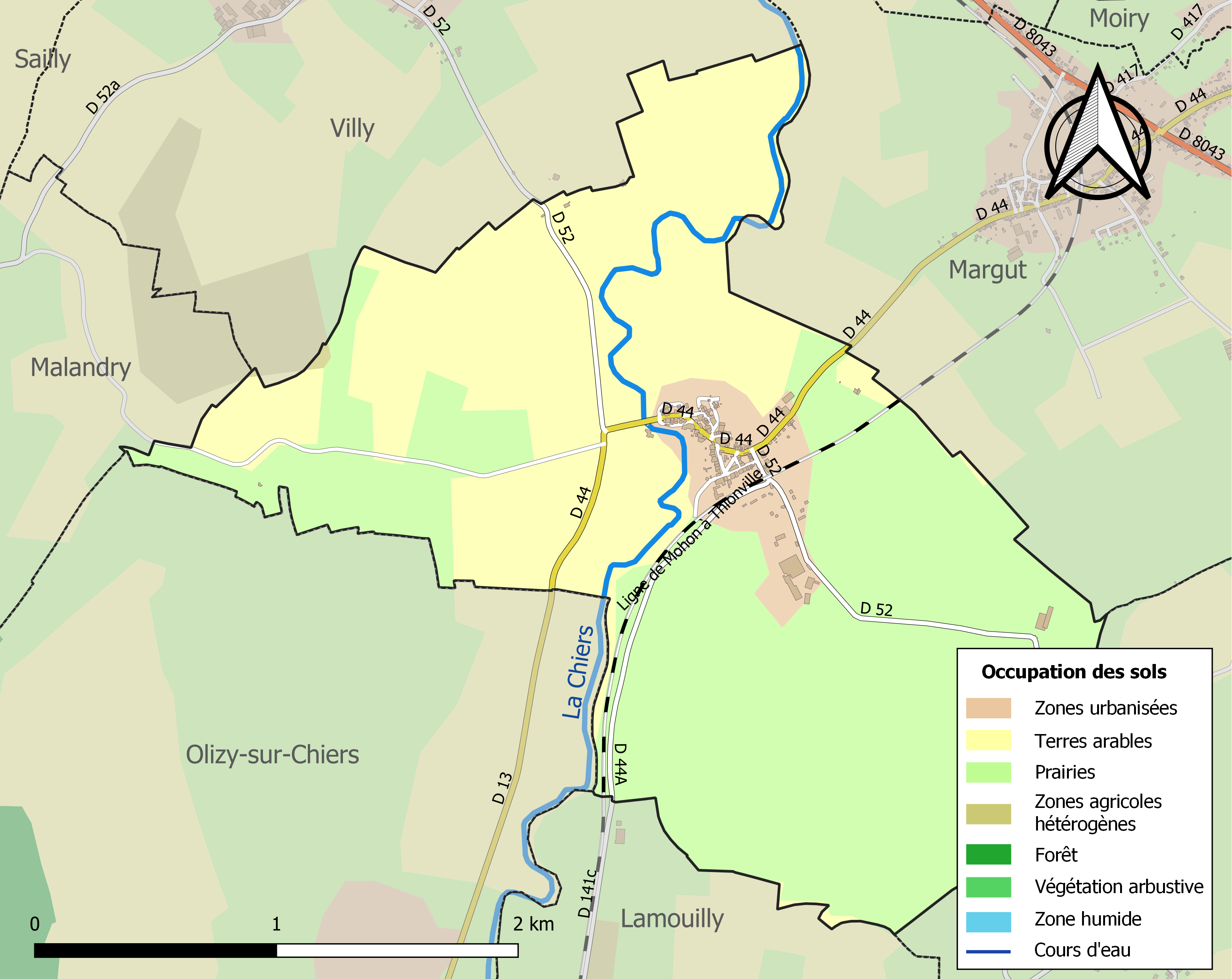
Carte des infrastructures et de l'occupation des sols de la commune en 2018 (CLC).

## Toponymie
Le toponyme La Ferté représente l'ancien français ferté qui procède du gallo-roman firmitate, issu du latin firmitas, firmitate et qui signifie généralement « place forte » ou « château fort ».
La Chiers est une rivière franco-belgo-luxembourgeoise (elle porte également le nom de Korn ou Kor pour sa partie coulant au Luxembourg ; en luxembourgeois Kuer). Elle traverse la commune, s'écoulant du sud au nord sur une longueur d'environ 3,6 km.

## Histoire
Bien que des épées mérovingiennes aient été trouvées dans le village, La Ferté apparaît bien plus tard dans l'histoire. C'est en 955 qu'il est question d'un Vautier de La Ferté. La famille de ce nom se rencontre ensuite souvent et Jean de La Ferté est abbé d'Orval au XIIIe siècle. Ses armoiries étaient de gueules à deux lions léopardés d'argent, l'un sur l'autre, au collier de sable.
En 1340, la châtellenie de La Ferté est vendue à Jean l'Aveugle, roi de Bohême et comte de Luxembourg. Deux ans plus tard, il met La Ferté à la loi de Beaumont.
Au XIVe siècle, La Ferté devient chef-lieu de prévôté et Jean l'Aveugle y installe même un atelier monétaire. On ne connaît aucune monnaie frappée à La Ferté.
Il existe un château à La Ferté et en 1535 et la place est considérée « comme la première bonne forteresse du pays de Luxembourg vers le quartier d'Yvoix »[réf. nécessaire].
Après le traité du Cateau-Cambrésis (1559) qui avait ordonné le démantèlement des fortifications d'Yvois (Carignan), les fortifications de La Ferté sont renforcées et la place défend le passage de la Chiers.
En 1594, le duc de Bouillon s'empare de la place qui est reprise par les Impériaux peu de temps après.
Le 3 août 1637, la ville est prise par le maréchal de Châtillon qui décide de la raser.
En 1662, il y a un litige entre la France et l'Espagne à propos de la cession de La Ferté car la localité n'est pas expressément mentionnée dans le traité des Pyrénées qui cède la prévôté d'Yvois au roi de France.
Au XVIIIe siècle, il existe une tour avec pont-levis chargée de défendre le passage de la Chiers.
Pendant la Première Guerre mondiale, les Allemands aménagent un aérodrome dans la prairie de La Ferté. En 1918, le village est endommagé par l'aviation américaine.
La Ferté donne son nom au petit ouvrage de la ligne Maginot construit à partir de 1935 sur les communes de La Ferté et de Villy. Il est pris par les Allemands dans la nuit du 18 au 19 mai 1940 et toute sa garnison est anéantie. Le village est endommagé au cours des combats.
Peu avant la guerre, on entreprend la construction d'un casernement de sûreté sur la route de Bièvres mais il est resté inachevé.
Au XIXe siècle, les Chayaux ont installé une usine textile qui utilisait la force motrice de la Chiers. L'usine a fonctionné jusqu'en 1967.

## Politique et administration
| Période                                  | Période  | Identité        | Étiquette | Qualité     |
| ---------------------------------------- | -------- | --------------- | --------- | ----------- |
| mars 2001                                | 2020     | Daniel Courtaux |           |             |
| 2020                                     | En cours | Etienne Malcuit |           | Agriculteur |
| Les données manquantes sont à compléter. |          |                 |           |             |

## Démographie
L'évolution du nombre d'habitants est connue à travers les recensements de la population effectués dans la commune depuis 1793. Pour les communes de moins de 10 000 habitants, une enquête de recensement portant sur toute la population est réalisée tous les cinq ans, les populations de référence des années intermédiaires étant quant à elles estimées par interpolation ou extrapolation. Pour la commune, le premier recensement exhaustif entrant dans le cadre du nouveau dispositif a été réalisé en 2004.

En 2022, la commune comptait 176 habitants, en évolution de +3,53 % par rapport à 2016 (Ardennes : −2,97 %, France hors Mayotte : +2,11 %).
| 1793 | 1800 | 1806 | 1821 | 1831 | 1836 | 1841 | 1846 | 1851 |
| ---- | ---- | ---- | ---- | ---- | ---- | ---- | ---- | ---- |
| 305  | 315  | 329  | 324  | 456  | 517  | 551  | 565  | 515  |

| 1866 | 1872 | 1876 | 1881 | 1886 | 1891 | 1896 | 1901 | 1906 |
| ---- | ---- | ---- | ---- | ---- | ---- | ---- | ---- | ---- |
| 488  | 475  | 460  | 449  | 454  | 443  | 430  | 430  | 427  |

| 1911 | 1921 | 1926 | 1931 | 1936 | 1946 | 1954 | 1962 | 1968 |
| ---- | ---- | ---- | ---- | ---- | ---- | ---- | ---- | ---- |
| 421  | 320  | 373  | 346  | 399  | 293  | 329  | 313  | 268  |

| 1975 | 1982 | 1990 | 1999 | 2004 | 2006 | 2009 | 2014 | 2019 |
| ---- | ---- | ---- | ---- | ---- | ---- | ---- | ---- | ---- |
| 252  | 245  | 202  | 224  | 203  | 192  | 184  | 173  | 174  |

| 2022 | - | - | - | - | - | - | - | - |
| ---- | - | - | - | - | - | - | - | - |
| 176  | - | - | - | - | - | - | - | - |

## Culture locale et patrimoine

### Lieux et monuments
- Église Saint-Walfroy de La Ferté-sur-Chiers. Le collateur de l'église de La Ferté était l'abbé d'Orval. C'est un édifice très simple reconstruit au XVIIIe siècle. Il a été très endommagé en 1940.
- À la sortie du village, vers Margut, se trouvent les tombes de la famille Montlibert. Jean-Baptiste Montlibert fut un bienfaiteur de la commune.

### Ligne Maginot
L’ouvrage de La Ferté, construit entre 1935 et 1939, est un petit ouvrage d'infanterie de la ligne Maginot qui comprend deux blocs de combat dont l'un est encore équipé d'un canon antichar de 47 mm et l'autre d'une tourelle à éclipse pour deux armes mixtes. C'est un des très rares sites où sont toujours implantés les réseaux défensifs de rails et de barbelés. L'ouvrage a été neutralisé par les Allemands dans la nuit du 18 au 19 mai 1940 et toute sa garnison a été anéantie.
L'ouvrage est inscrit au titre des monuments historiques en 1980.

### Héraldique
| Armes de La Ferté-sur-Chiers | Les armes de La Ferté-sur-Chiers se blasonnent ainsi : De gueules aux deux lions léopardés d’argent colletés de sable passant l’un sur l’autre, au chef bastillé cousu d’azur chargé de trois besants d’or. |